# Tabiki
Tabiki, ook wel Lawa Tabiki, is een Surinaams eiland in het bestuursressort Tapanahoni. Het ligt in de Lawa, de grensrivier tussen Suriname en Frans-Guyana. Het ligt voor de oever van het dorp Benzdorp, dat een centrale rol speelt in de goudwinning in dit gebied, eerst aan het begin van de 20e eeuw en opnieuw sinds medio jaren 1990. Op het eiland bevindt zich onder meer de Lawa Tabiki Airstrip.